# Wells Fargo Center (Miami)
El Met 2 Financial Center, (oficialmente Wells Fargo Center) es un rascacielos parte de Metropolitan Miami, un complejo de cuatro torres situado en el distrito financiero de Downtown Miami, Florida, Estados Unidos. Fue completado a principios de 2010.
Met 2 es en realidad dos edificios, construidos al lado, que están conectados al usar el mismo aparcamiento. Ambos fueron completados en 2010. Met 2 Financial Center es un edificio de oficinas de 46 plantas y 647 pie (197 m) de altura, mientras que Met 2 Marriott Marquis tiene 31 plantas y 367 pie (112 m) de altura, y contiene el hotel Marriott Marquis. Met 2 es actualmente el quinto edificio más alto de Miami y Florida.
El proyecto Metropolitan Miami ha ganado atención debido a la participación de la estrella de la NBA Shaquille O'Neal en el proyecto. Formó el Grupo O'Neal, una promotora de edificios. Metropolitan Miami es el primero del grupo.

## Ocupantes
- Greenberg Traurig

## Galería

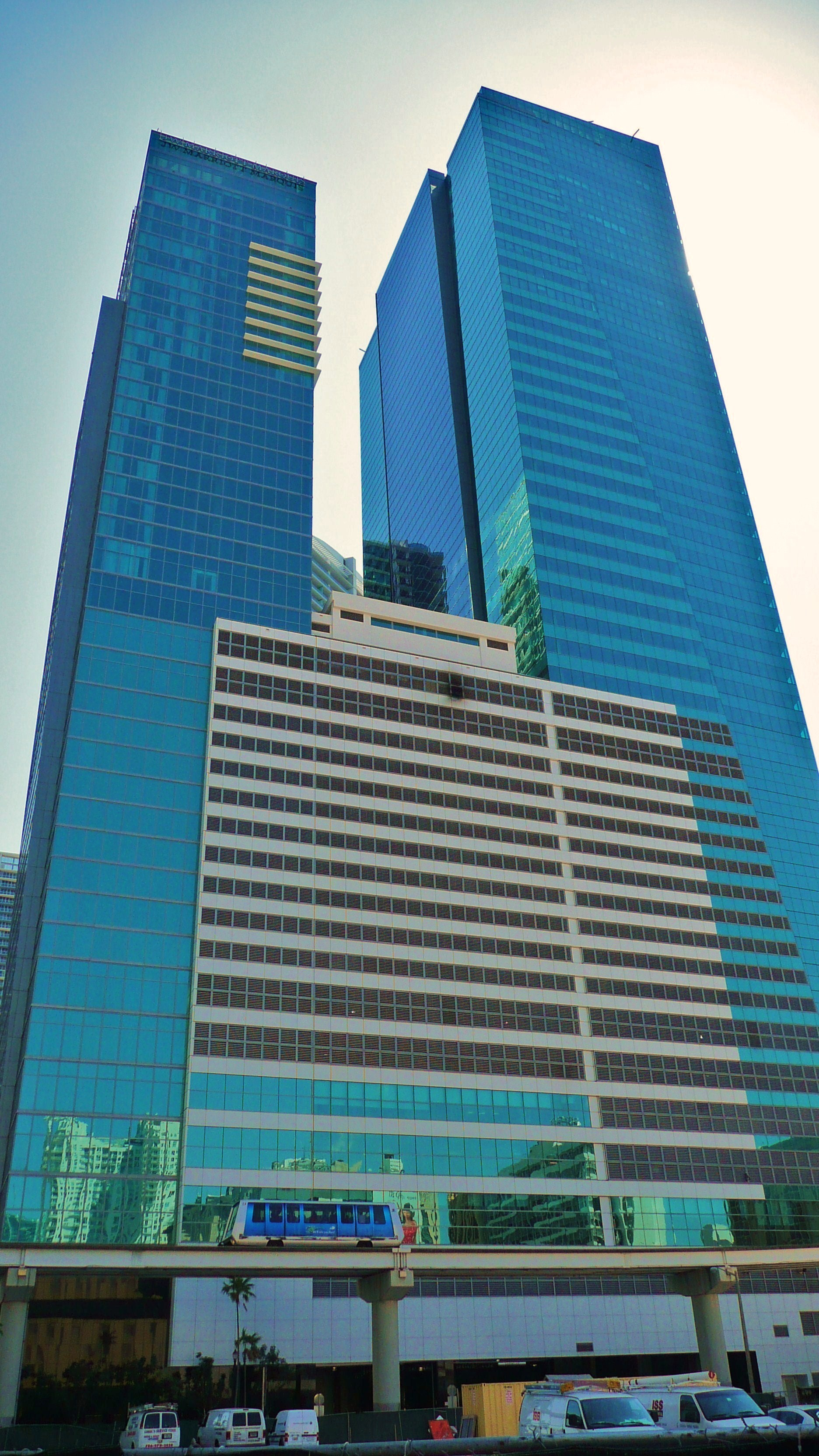
Desde el norte; el Met 2 Marriott Marquis en la izquierda y el Wells Fargo Center en la derecha
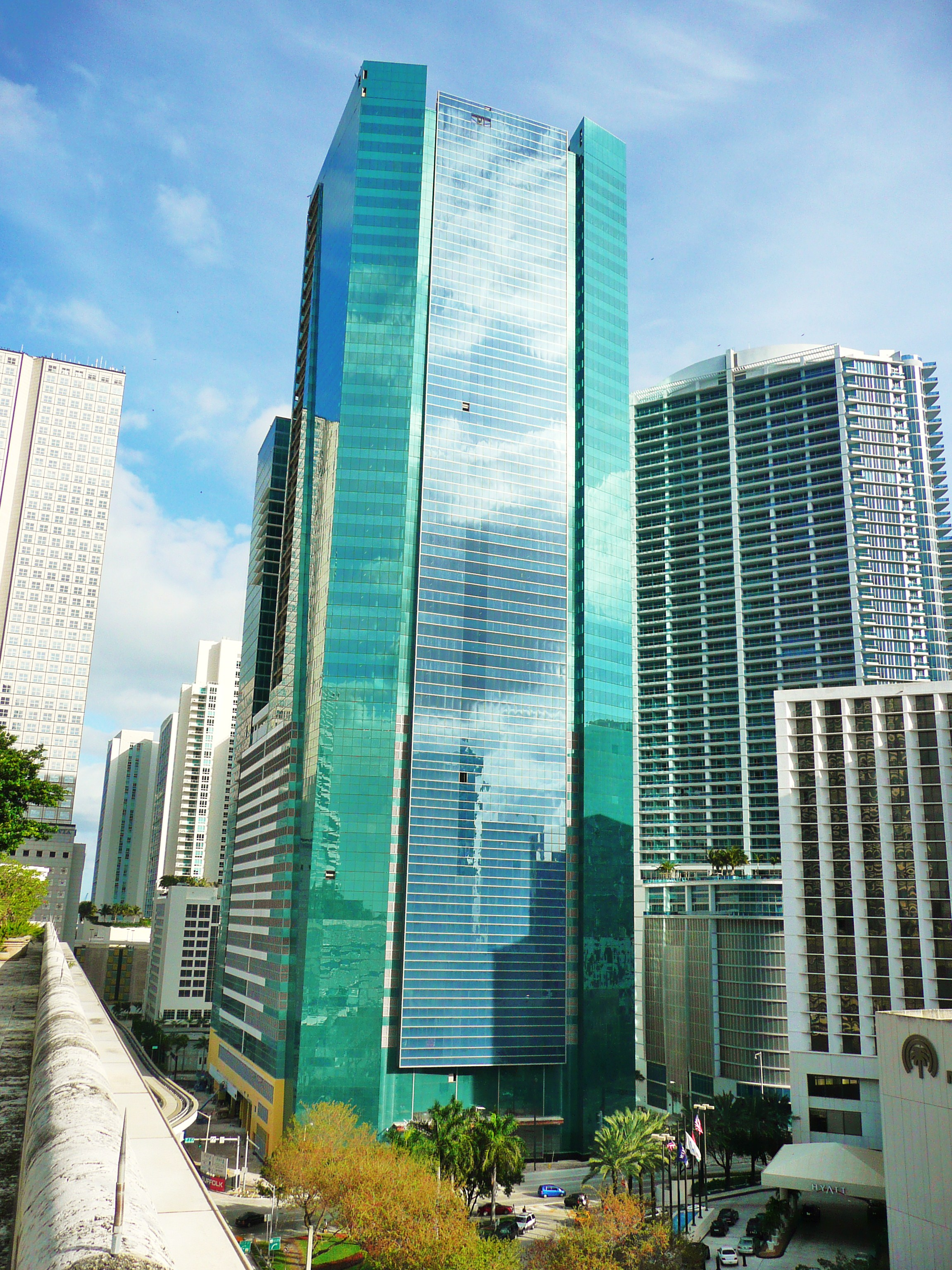
Met 2 desde el oeste en enero de 2010, antes de que se pusieran los logos de Wells Fargo
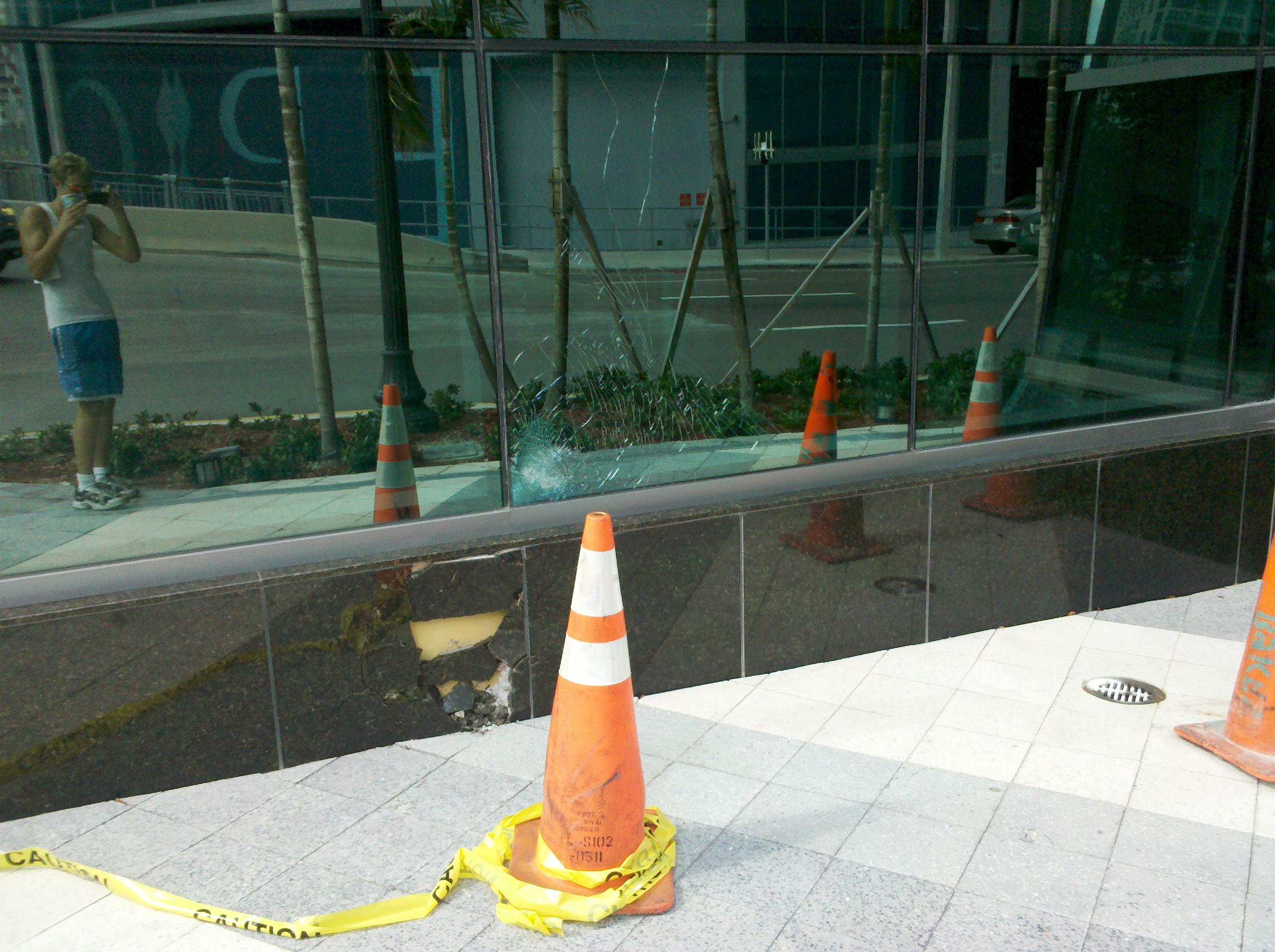
Una ventana y un panel de la fachada del Wells Fargo Center rotos después de un choque (2011)
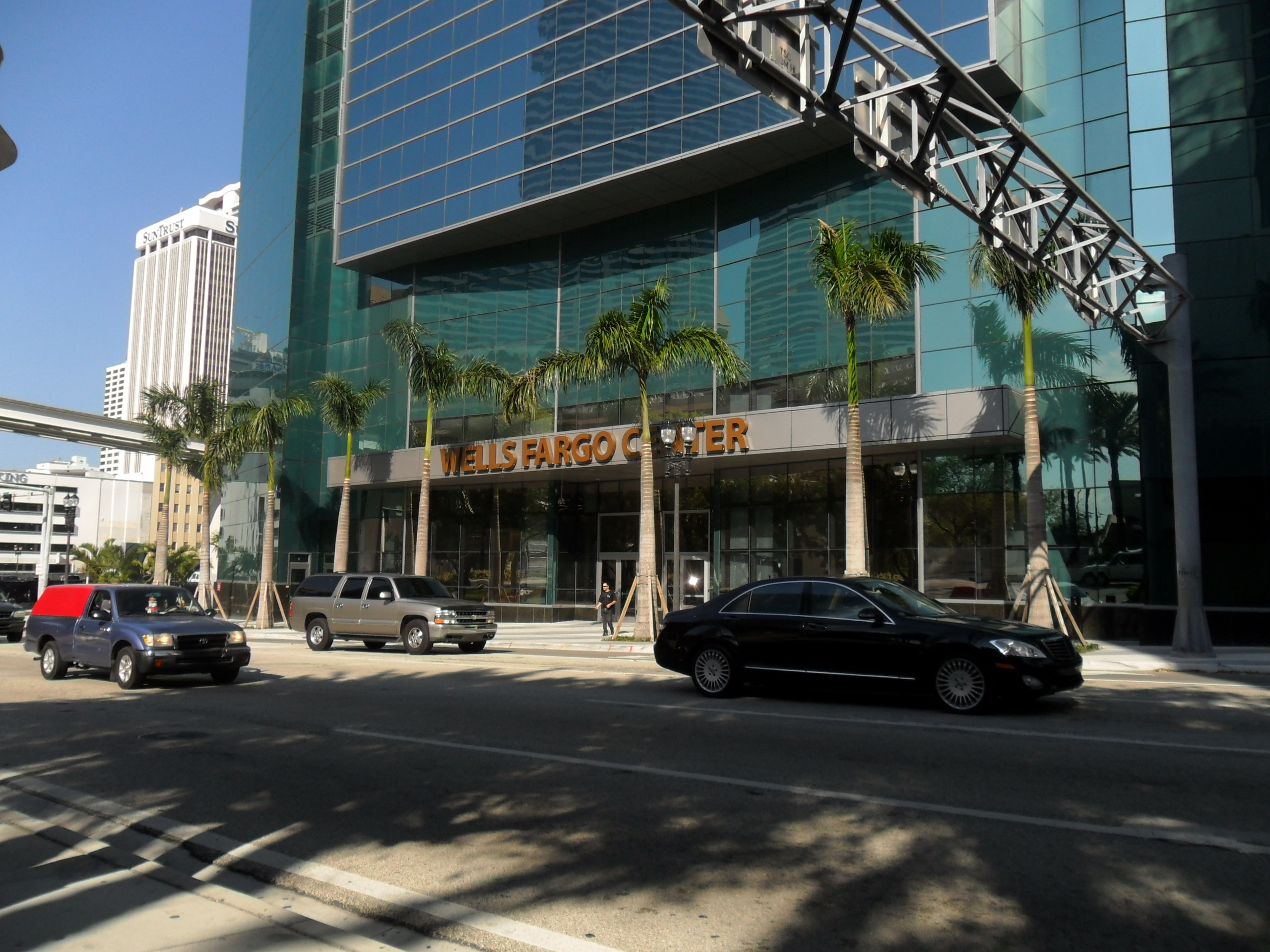
Entrada principal del Wells Fargo Center en el 333 Avenue of the Americas